# ガンディー・トゥ・ヒトラー
『ガンディー・トゥ・ヒトラー』（Gandhi to Hitler）は、2011年のインドの歴史映画。ラケシュ・ランジャン・クマールが監督を務め、主要キャストとしてラグビール・ヤーダヴ、ネーハー・ドゥピアが出演している。インドの独立運動家マハトマ・ガンディーがナチス・ドイツの指導者アドルフ・ヒトラーに手紙を送った史実を題材にした物語で、第61回ベルリン国際映画祭でプレミア上映されたが批評家からは酷評されている。日本未公開。

## ストーリー
第二次世界大戦を舞台に、マハトマ・ガンディーが送ったアドルフ・ヒトラーへの手紙と、ヒトラーとエヴァ・ブラウンの関係を軸に物語は進行する。映画はガンディーとヒトラーの思想の違いを通して、ナチズムに対するガンディズムの優位性を主張している。

## キャスト
- アドルフ・ヒトラー - ラグビール・ヤーダヴ
- エヴァ・ブラウン - ネーハー・ドゥピア
- ヨーゼフ・ゲッベルス - ナリン・シン
- アルベルト・シュペーア - ナシール・アブドゥッラー（英語版）
- シャキール - ジャティン・サルナ（英語版）
- アムリター・カウル - ラッキー・ヴァカリア
- バルビール・シン - アマン・ヴェルマ（英語版）
- マクダ・ゲッベルス - ニキタ・アーナンド（英語版）
- スバス・チャンドラ・ボース - ブーペシュ・クマール・パンディ
- マハトマ・ガンディー - アヴィジット・ダット（英語版）
- オットー・ギュンシェ - ハヌマーン・プラサード・ラーイ

## 製作
企画段階ではアヌパム・カーがヒトラー役で出演する予定になっていたが、ホロコーストの責任者であるヒトラー役を演じることに対してインド国内のユダヤ人団体から抗議の声が挙がったため降板した。製作会社はアヌパム・カーが出演料40万ルピーの返金をしなかったことを非難し、彼に対して損害賠償として2500万ルピーの支払いを求める訴訟を起こしたが、これに対してアヌパム・カー自身は「映画の話題作りのための訴訟だろう」とコメントしている。また、映画には武装親衛隊インド人義勇部隊が登場している。

## 評価
『ザ・タイムズ・オブ・インディア』は2/5の星を与えて「必要性のない歴史劇」と批評し、『デイリー・ニュース&アナライシス』も1/5の星を与えている。ニューデリー・テレビジョンはドイツ人キャラクターをインド人俳優が演じ、インドをヨーロッパの代替的立場として描いた点を批判している。『コイモイ』は0.5/5の星を与え、ヒトラー役を演じたラグビール・ヤーダヴの演技は好意的に評価したものの、脚本や演出、音楽、キャストの演技については酷評している。
『フィルム・ビジネス・アジア』は「挑戦的なタイトルではあるが、映画は総統への賛美は見られない」と批評している。『ガーディアン』は映画について「まったくもって見当違いな内容であり、歴史に対して驚くほど無知であることを示している」と酷評した。また、在イスラエル・インド系ユダヤ人中央機構代表のノア・マッシルも「大統領のプラティバ・パティルと首相のマンモハン・シンに対して、インドのエンターテインメント業界の評判を貶めるようなことがないように要請するつもりだ」とコメントし、これに対して製作会社は「映画はヒトラーを賛美するものではなく、ヒトラーを通してガンディーの平和思想を描いている」と反論している。こうした批判について、プロデューサーのアニル・クマール・シャルマも「この映画はヒトラーの暴力的思想とガンディーの平和的思想がいかに対立しているかを描いているのであり、ヒトラーを賛美しているわけではない」とコメントしている。